# Turtles Can Fly
Turtles Can Fly (Schildpadden kunnen vliegen. (Perzisch: لاک پشت ها هم پرواز می کنند Lakposhtha hâm parvaz mikonand, Koerdisch: Kûsî Jî Dikarin Bifirin) is een film van de Iraans-Koerdische filmregisseur Bahman Ghobadi uit 2004. De film werd gedeeltelijk in Iran en gedeeltelijk in de Koerdische Autonome Regio opgenomen. Het was de eerste speelfilm die op Iraaks grondgebied werd opgenomen sinds de val van Saddam Hoessein. De kinderen die de hoofdrollen spelen zijn vluchtelingen in de Koerdische regio.

## Verhaal
Het verhaal speelt zich af aan de grens tussen Turkije en de Koerdische Autonome Regio. In een vluchtelingenkamp luisteren vluchtelingen naar nieuwsberichten op de radio. De dertienjarige Kak Satelliet kan de Engelstalige berichten een beetje begrijpen en geldt daardoor als gerespecteerd man. Hij ontpopt zich als leider van de kinderen, die niet-ontplofte munitie verzamelen om te verkopen.
Kak Satelliet is een vaderfiguur voor de weeskinderen in het vluchtelingkamp. Veel van hen zijn verminkt door ongelukken met landmijnen. Diezelfde kinderen vermijden het gevaar van de mijnen niet, maar voorzien in een inkomen door de mijnen te verzamelen en te verkopen. Als Kak de dorpsoudsten heeft overgehaald om een satellietontvanger te kopen, arriveert er een zwijgzame maar wilskrachtige jongen in het dorp. De jongen mist zijn beide armen. Hij stelt de autoriteit van Kak op de proef. Om de zaken verder te compliceren wordt Kak verliefd op het zusje van de jongen. Zij zorgt voor hun blinde jongere broertje (de precieze relatie wordt echter niet duidelijk), die naderhand echter haar zoontje blijkt te zijn. Het meisje is niet in staat om de gruwelen die haar zijn overkomen te verwerken, en Kak kan haar daarin in niet bijstaan. Uiteindelijk wordt Kak zelf slachtoffer van de mijnen.

## Rolverdeling
| Acteur                | Personage     | Opmerkingen            |
| --------------------- | ------------- | ---------------------- |
| Soran Ebrahim         | Kak Satelliet | hoofdrol               |
| Hiresh Feysal Rahman  | Hengov        | de jongen zonder armen |
| Avaz Latif            | Agrin         | zusje van Hengov       |
| Saddam Hossein Feysal | Pashow        | Kak's vriend           |

## Achtergrond
Turtles Can Fly is de eerste speelfilm die na de val van Saddam Hoessein op Iraaks grondgebied werd gemaakt.
De film laat de lichamelijke en geestelijke verminkingen van oorlogskinderen zien. Tijdens het Internationale Filmfestival van San Sebastián verklaarde regisseur Bahman Ghobadi dat hij niet louter een aanklacht tegen de oorlog heeft willen maken. Wel beoogde hij het leven van vluchtelingen te laten zien.

## Prijzen en nominaties
- 2004: Publieksprijs bij het Internationaal filmfestival van São Paulo
- 2005: Aurora Award bij het Internationaal filmfestival van Tromsø
- 2005: SIGNIS Award bij het Internationaal filmfestival van Hong Kong
- 2005: Gouden Prometheus bij het Internationaal filmfestival van Tbilisi
- 2005: Gouden Schelp bij het Internationaal filmfestival van San Sebastian
- 2005: Publieksprijs bij het Filmfestival van Rotterdam